# Dur dur d'être bébé!
Dur dur d'être bébé! é uma canção de 1992 gravada pelo cantor francês Jordy. Foi o single do álbum de estreia Pochette Surprise, lançado em setembro de 1992. Alcançou um sucesso notável em todo o mundo, particularmente na França.
No Brasil, existe uma versão em português, que foi intitulada "É Duro Ser Bebê". Ela foi lançada em 1996 na voz da até então cantora infantil Eliana em seu álbum do mesmo ano. Inclusive ela chegou a receber o Jordy em seu programa, na época o Bom Dia & Cia.

## Informações
Graças a esta canção, Jordy é listado no Livro Guinness dos Recordes como o mais jovem cantor a ter uma canção número 1 em tabelas musicais. Jordy conseguiu o feito na França em outubro de 1992 aos quatro anos e meio, batendo os recordes mundiais anteriores, realizados por Osamu Minagawa e Elsa Lunghini. Jordy também é o mais jovem artista a ter um hit na tabela Billboard Hot 100, alcançando a 58ª colocacação com Dur dur d'être bébé.
A canção entrou na parada francesa na 4ª colocação em 26 de setembro de 1992, subiu para número a 2ª por duas semanas, e depois liderou por 15 semanas, que foi recorde na época. O recorde anterior para o mais longo tempo no topo do gráfico francês havia pertencido a banda francesa Images com a canção "Les Demons de Minuit" (1986) e da banda Licence IV com "Viens boire un p'tit golpe à la maison" (1987), ambas com 13 semanas cada. Na sequência da sua estadia no topo do gráfico, o single permaneceu mais 4 semanas na segunda colocação, totalizando 26 semanas no top 10 francês e 30 semanas no top 50. "Dur dur d'être bébé!" também teve repercussão em toda a Europa, Brasil, Bolívia, Colômbia e Japão.
A música é atualmente o 224º single mais vendido de todos os tempos na França. Uma versão em inglês e uma versão mix também foram gravadas e estão disponíveis no álbum Surprise Pochette.

## Desempenho em tabelas musicais e vendas

### Posições
| Tabelas musicais (1992-1993)              | Posições |
| ----------------------------------------- | -------- |
| Austrália (ARIA)                          | 37       |
| Áustria (Ö3 Austria Top 40)               | 3        |
| Bélgica (VRT Top 30 Flanders)             | 3        |
| Espanha (AFYVE)                           | 1        |
| Estados Unidos Billboard Hot 100          | 58       |
| Estados Unidos Billboard Hot Latin Tracks | 11       |
| França(SNEP)                              | 1        |
| Países Baixos (Dutch Top 40)              | 3        |
| Nova Zelândia(RIANZ)                      | 8        |
| Noruega(VG-lista)                         | 5        |
| Suécia (Sverigetopplistan)                | 14       |
| Suíça (Schweizer Hitparade)               | 20       |

### Tabelas musicais de final de ano
| Tabelas musicais de final de ano (1993) | Posições |
| --------------------------------------- | -------- |
| Países Baixos Dutch Top 40              | 89       |

### Certificações
| País   | Certificação | Data | Vendas  | Vendas físicas |
| ------ | ------------ | ---- | ------- | -------------- |
| França | Platina      | 1993 | 500,000 | 751,000        |

### Sucessões
| Precedido por "Rhythm Is a Dancer" por Snap!                                          | França Single número 1 17 de outubro de 1992 - 23 de janeiro de 1993 (15 semanas)                                   | Sucedido por "I Will Always Love You" por Whitney Houston                         |
| Precedido por "I Will Always Love You" por Whitney Houston                            | Itália Single número 1 19 de dezembro de 1992 - 9 de janeiro de 1993 (4 semanas)                                    | Sucedido por "Gli Spari Sopra" por Vasco Rossi                                    |
| Precedido por "Because the Night" por Co.Ro featuring Tarlisa "Exterminate" por Snap! | Espanha Single número 1 2 de janeiro de 1993 - 23 de janeiro de 1993 6 de fevereiro de 1993 - 13 de janeiro de 1993 | Sucedido por "Exterminate" por Snap! "I Will Always Love You" por Whitney Houston |